# Bustul lui Dimitrie Cantemir din București
Bustul lui Dimitrie Cantemir, fost domn al Moldovei, este opera sculptorului Ion Irimescu (1903-2005). A fost dezvelit în anul 1973, cu prilejul aniversării a trei secole de la nașterea marelui cărturar. Bustul îl reprezintă pe Dimitrie Cantemir în ținută de gală, cu perucă pe cap și colan pe piept, ținând în mâna dreaptă o carte pe a cărei copertă este scris: Descriptio Moldaviae. Pe soclu  este dăltuită următoarea inscripție:
| DIMITRIE CANTEMIR 1673-1723 |

Lucrarea este înscrisă în Lista monumentelor istorice 2010 - Municipiul București - la nr. crt. 2384, cod LMI B-III-m-B-19969.
Bustul este situat în sectorul 4, la intersecția Bulevardului Dimitrie Cantemir cu Bulevardul Mărășești, pe colțul dinspre Biserica "Sf. Dumitru" - Slobozia.